# ليني سنكلير
ليني سنكلير (بالإنجليزية: Leni Sinclair)‏ هي ناشطة سياسية ومصورة أمريكية، ولدت في 8 مارس 1940 في كالينينغراد في روسيا.